# Bhadaure (Ramechhap)
Bhadaure (nepalski: गागल भदौरे) – gaun wikas samiti w środkowej części Nepalu w strefie Dźanakpur w dystrykcie Ramechhap. Według nepalskiego spisu powszechnego z 2001 roku liczył on 548 gospodarstw domowych i 2842 mieszkańców (1506 kobiet i 1336 mężczyzn).